# Espoo Blues
Les Espoo Blues étaient une équipe de hockey dans la Liiga. Ils jouaient à Espoo, Finlande, à l'Espoo Metro Areena.
Le club voit le jour en 1984 et disparaît en 2016 en raison de difficultés financières.

## Histoire

### Kiekko-Espoo (1984-1998)
Le club est fondé en février 1984 sous le nom de Kiekko-Espoo et joue sa première saison en 1984-85 dans la deuxième division Finlandaise (II-Divisioona (fi)).
En 1988, l'équipe est promue en première Division (I-Divisioona (en)) et en 1992, elle rejoint la SM-liiga après avoir été sacré championne de première division.

### Espoo Blues (1998-2016)
Le club est renommé Blues en 1998, d'après la couleur dominante du maillot, le bleu. Le nom complet de l'équipe est Blues Hockey Oy. En juin 2009, touché par des problèmes financiers, le club autorise ses joueurs à se trouver un nouveau club, selon leurs désirs.
L'équipe a fait faillite à la fin de la saison 2015-2016.
Une nouvelle structure est créée pour succéder au club, le Espoo United.

## Joueurs

### Capitaines
- Jan Långbacka 1992-1994
- Hannu Järvenpää 1994
- Peter Ahola 1994-1995
- Jarmo Muukkonen 1995-1996
- Teemu Sillanpää 1996-1997
- Juha Ikonen 1997-1999
- Peter Ahola 1999-2001
- Valeri Krykov 2001-2002
- Juha Ylönen 2002-2003
- Rami Alanko 2003-2005
- Timo Hirvonen 2005, a démissionné du rôle de capitaine en novembre 2005.
- Markku Hurme 2005-…, a remplacé Timo Hirvonen après sa démission.
- Joakim Eriksson (2006)
- Markku Hurme, Ville Viitaluoma, Erkki Rajamäki, Kent Manderville (2006-2007, échanger)
- Rami Alanko (2007–2009)
- Toni Kähkönen (2009–2012)
- Arto Laatikainen (2012–2013)
- Kim Hirschovits (2013-2015)
- Jari Sailio, Kalle Kaijomaa, Mikko Kukkonen (2015-2016)

## Les logos

Logo de 2003 à 2005
Logo de 2005 à 2009
Logo de 2009 à 2026